# MTV Movie & TV Awards 2021
La 29ª edizione degli MTV Movie & TV Awards si è tenuta il 16 e 17 maggio 2021.
La prima notte della cerimonia è stata presentata da Leslie Jones per i premi al cinema ed alla televisione, mentre la seconda notte è stata presentata da Nikki Glaser con il nome di  MTV Movie & TV Awards: Unscripted, per i premi dedicati ai programmi "senza copione".

## Vincitori e candidati
Le candidature sono state annunciate il 19 aprile 2021. I vincitori sono indicati in grassetto, a seguire gli altri candidati.

### Scripted Awards

#### Miglior film
- Tua per sempre (To All the Boys: Always and Forever), regia di Michael Fimognari
- Una donna promettente (Promising Young Woman), regia di Emerald Fennell
- Judas and the Black Messiah, regia di Shaka King
- Soul, regia di Pete Docter
- Borat - Seguito di film cinema (Borat Subsequent Moviefilm: Delivery of Prodigious Bribe to American Regime for Make Benefit Once Glorious Nation of Kazakhstan), regia di Jason Woliner (2020)

#### Miglior performance in un film
- Chadwick Boseman - Ma Rainey’s Black Bottom
- Sacha Baron Cohen - Il processo ai Chicago 7 (The Trial of the Chicago 7)
- Daniel Kaluuya - Judas and the Black Messiah
- Carey Mulligan - Una donna promettente (Promising Young Woman)
- Zendaya - Malcolm & Marie

#### Miglior serie TV
- WandaVision
- The Boys
- Bridgerton
- Cobra Kai
- Emily in Paris

#### Miglior performance in una serie
- Elizabeth Olsen - WandaVision
- Michaela Coel - I May Destroy You
- Emma Corrin - The Crown
- Elliot Page - The Umbrella Academy
- Anya Taylor-Joy - La regina degli scacchi (The Queen's Gambit)

#### Miglior performance comica
- Leslie Jones - Il principe cerca figlio (Coming 2 America)
- Eric Andre - Bad Trip
- Annie Murphy - Schitt's Creek
- Issa Rae - Insecure
- Jason Sudeikis - Ted Lasso

#### Miglior coppia
- Anthony Mackie e Sebastian Stan - The Falcon and the Winter Soldier
- Kristen Wiig ed Annie Mumolo - Barb & Star Go to Vista Del Mar
- Sacha Baron Cohen e Maria Bakalova - Borat - Seguito di film cinema (Borat Subsequent Moviefilm: Delivery of Prodigious Bribe to American Regime for Make Benefit Once Glorious Nation of Kazakhstan)
- Pedro Pascal e Grogu - The Mandalorian
- Lily Collins ed Ashley Park - Emily in Paris

#### Miglior eroe
- Anthony Mackie - The Falcon and The Winter Soldier
- Gal Gadot - Wonder Woman 1984
- Pedro Pascal - The Mandalorian
- Teyonah Parris - WandaVision
- Jack Quaid - The Boys

#### Miglior cattivo
- Kathryn Hahn - WandaVision
- Aya Cash - The Boys
- Giancarlo Esposito - The Mandalorian
- Nicholas Hoult - The Great
- Ewan McGregor - Birds of Prey e la fantasmagorica rinascita di Harley Quinn (Birds of Prey and the Fantabulous Emancipation of One Harley Quinn)

#### Miglior bacio
- Chase Stokes e Madelyne Cline - Outer Banks
- Jodie Comer e Sandra Oh - Killing Eve
- Lily Collins e Lucas Bravo - Emily in Paris
- Maitreyi Ramakrishnan e Jaren Lewison - Never Have I Ever
- Regé-Jean Page e Phoebe Dynevor - Bridgerton

#### Miglior combattimento
- "Wanda vs. Agatha" - WandaVision
- "Final Funhouse Fight" - Birds of Prey e la fantasmagorica rinascita di Harley Quinn (Birds of Prey and the Fantabulous Emancipation of One Harley Quinn)
- "Starlight, Queen Maeve, Kimiko vs. Stormfront" - The Boys
- "Finale House Fight" - Cobra Kai
- "Final Fight vs. Steppenwolf" -  Zack Snyder's Justice League

#### Miglior performance più terrorizzante
- Victoria Pedretti - The Haunting
- Simona Brown - Dietro i suoi occhi (Behind Her Eyes)
- Elisabeth Moss - L'uomo invisibile (The Invisible Man)
- Jurnee Smollett - Lovecraft Country - La terra dei demoni (Lovecraft Country)
- Vince Vaughn - Freaky

#### Miglior performance rivelazione
- Regé-Jean Page - Bridgerton
- Maria Bakalova - Borat - Seguito di film cinema (Borat Subsequent Moviefilm: Delivery of Prodigious Bribe to American Regime for Make Benefit Once Glorious Nation of Kazakhstan)
- Antonia Gentry - Ginny & Georgia
- Paul Mescal - Normal People
- Ashley Park - Emily in Paris

#### Miglior momento musicale
- "Edge of Great" - Julie and the Phantoms
- "Brown Skin Girl" - Black is King
- "Wildest Dreams" - Bridgerton
- "I Wanna Rock" - Cobra Kai
- "Stand by Me" - Love and Monsters
- "Lost in the Wild" - The Kissing Booth 2
- "Beginning, Middle, End" - Tua per sempre (To All the Boys: Always and Forever)
- "Agatha All Along" - WandaVision

#### Comedic Genius Award
- Sacha Baron Cohen - Borat - Seguito di film cinema (Borat Subsequent Moviefilm: Delivery of Prodigious Bribe to American Regime for Make Benefit Once Glorious Nation of Kazakhstan)[7]

#### MTV Generation Award
- Scarlett Johansson[8][9]